# 比姆·辛格
比姆·辛格（Bhim Singh，1945年4月13日—），印度男子跳高运动员。他曾参加1968年夏季奥运会跳高比赛，还曾获得1966年亚洲运动会男子跳高金牌以及1970年亚洲运动会男子跳高铜牌。